# Puccinia costina
Puccinia costina är en svampart som beskrevs av Cummins 1956. Puccinia costina ingår i släktet Puccinia och familjen Pucciniaceae.   Inga underarter finns listade i Catalogue of Life.